# Rue Nicolas-de-Corberon
La rue Nicolas-de-Corberon est une voie de la commune française de Colmar.

## Situation et accès
Cette voie de circulation, d'une longueur de 105 m, se trouve dans le quartier centre.
On y accède par le boulevard du Champ-de-Mars et la rue Berthe-Molly.
Cette voie n'est pas desservie par les bus de la TRACE.

## Origine du nom
La rue doit son nom à Nicolas de Corberon, premier président du conseil supérieur d'Alsace.

## Bâtiments remarquables et lieux de mémoire
Dans cette rue se trouvent des édifices remarquables[Lesquels ?].

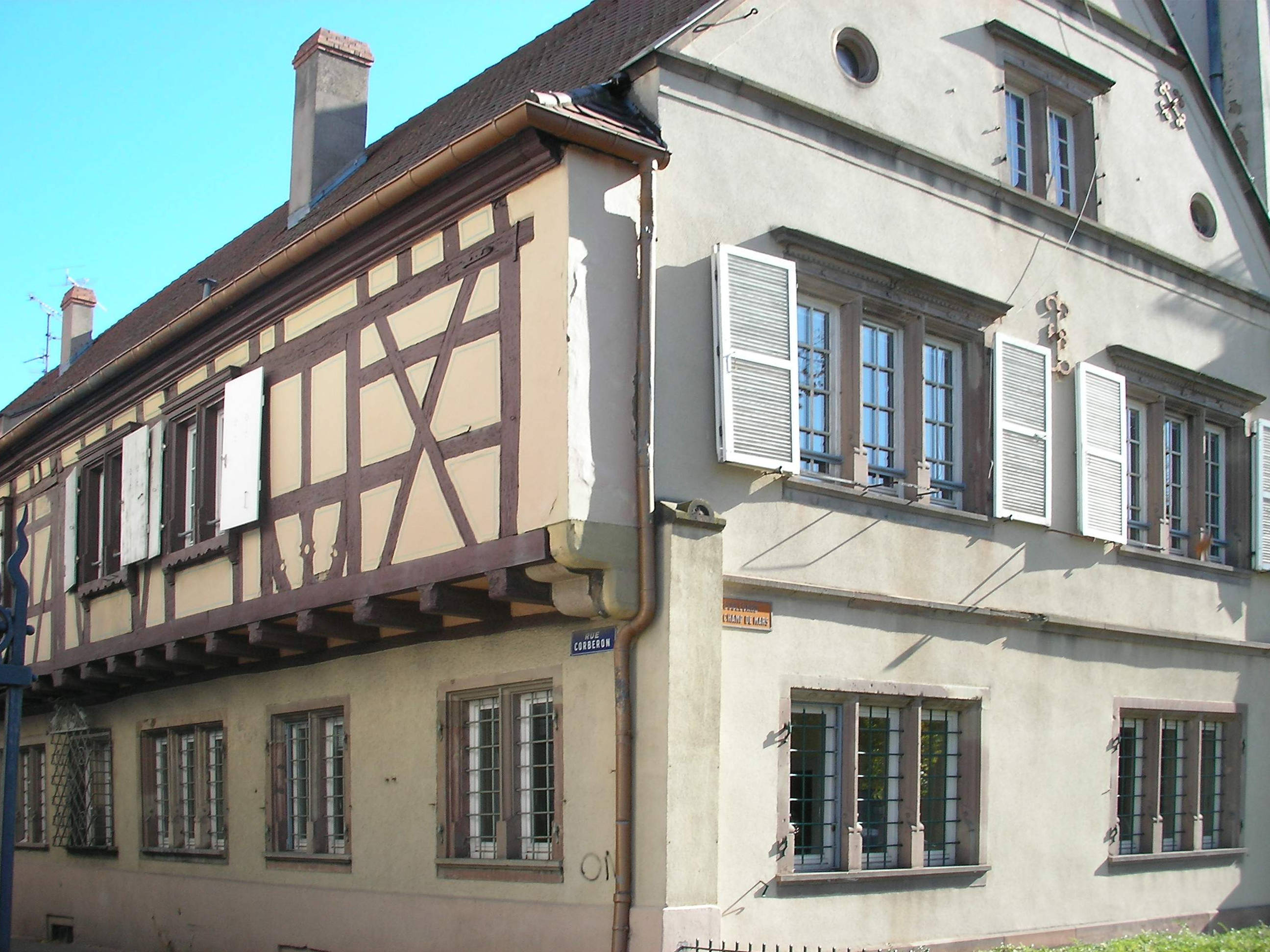
Maison Fleischhauer (1583) au no 3 Inscrit MH (1929)